# Adrian Metcalfe
Adrian Metcalfe   (Bradford, 2 de març de 1942 - 2 de juliol de 2021) fou un atleta i locutor britànic anglès.

## Primers anys
Nascut a Bradford, es va criar a Leeds. El seu pare era gerent al Yorkshire Bank i la seva mare professora. Va estudiar a The Brunts School i al Magdalen College d'Oxford, on també va ser president del club d'atletisme.

## Atleta
El 1961 va batre dues vegades el rècord britànic dels 400 metres, alhora que guanyava el títol nacional de l'AAA de 440 iardes. El 1962 guanyà la medalla de plata en els 4x400 metres del Campionat d'Europa d'atletisme que es disputà a Belgrad. Aquell mateix any, representant Anglaterra, va guanyar una nova medalla de plata en els 4x440 iardes als Jocs de l'Imperi Britànic i de la Comunitat de Perth. El 1964 va prendre part en els Jocs Olímpics d'Estiu de Tòquio, on va disputar dues proves del programa d'atletisme. En els 4x400 metres, formant equip amb John Cooper, Timothy Graham i Robbie Brightwell, guanyà la medalla de plata, mentre en els 400 metres quedà eliminat en sèries.

## Periodista
Metcalfe va començar a treballar a la televisió comentant atletisme per a la ITV, abans d'unir-se a Channel 4 on va ser cap d'esports i va introduir esports estrangers, poc coneguts pels espectadors britànics, com el futbol americà o el sumo. El 1989 començà a treballar a Eurosport el 1989 i després a Tyne Tees TV abans de convertir-se en productor executiu del Comitè Olímpic Internacional Olympic Broadcasting Services. El 1998 va invertir en un projecte juntament amb un gran nombre de federacions esportives internacionals, basat en el web, worldsport.com, però va fracassar.
Va ocupar càrrecs al Comitè Olímpic Internacional i l'Associació Internacional de Federacions d'Atletisme i va ser nomenat Oficial de l'Orde de l'Imperi Britànic (OBE) pels serveis a l'esport el 2001.

## Millors marques
- 400 metres llisos. 47.7" (1961)[8]